# Loose (Kent)
Pour les articles homonymes, voir Loose.
Loose est une paroisse civile et un village du Kent, en Angleterre.

## Personnalité
- Francis William Frederick Arnaud (1879-1960), chimiste analytique, y est mort.